# Amara District
Amara District är ett distrikt i Irak.   Det ligger i provinsen Maysan, i den östra delen av landet, 300 km sydost om huvudstaden Bagdad.
Följande samhällen finns i Amara District:
- Al ‘Amārah